# Кон Харухіко
Кон Харухіко (17 серпня 1910 — ) — японський хокеїст на траві.
Срібний призер Олімпійських Ігор 1932 року.